# Artemisia salsoloides
Artemisia salsoloides là một loài thực vật có hoa trong họ Cúc. Loài này được Carl Ludwig Willdenow mô tả khoa học đầu tiên năm 1803.

## Phân bố
Loài bản địa tây và tây nam Nga, Ukraina, Kazakhstan và Ấn Độ.